# Hernán Garrido Lecca
Hernán Jesús Garrido-Lecca Montañez (Pueblo Libre, 18 de mayo de 1960) es un economista, inventor, empresario, escritor, guionista, productor de cine y político peruano. Miembro del Partido Aprista Peruano, fue ministro de Vivienda y ministro de Salud durante el segundo gobierno del expresidente Alan García.

## Biografía
Nació en Distrito de Pueblo Libre, ubicado en la ciudad de Lima, el 18 de mayo de 1960. Es hijo de César Garrido-Lecca Soto y de Magally Montañez. También es familiar de la terrorista Maritza Garrido Lecca y del comediante Mateo Garrido Lecca
Estudió la primaria y secundaria en el Liceo Naval Almirante Guise, en el Callao. Luego, ingresó a la Universidad del Pacífico donde obtuvo su título de economista en 1981. En 1984, se graduó como máster en Administración Pública por la Escuela de Gobierno de John F. Kennedy de la Universidad de Harvard y obtuvo luego una maestría en Ciencia y Tecnología por el Instituto Tecnológico de Massachusetts. Completó el programa de Maestría en Literatura peruana y latinoamericana en la Universidad Nacional Mayor de San Marcos. Obtuvo el Doctorado en Economía Aplicada por la Universidad de Sevilla en España. 
En el 2008, realizó el Curso para Oficiales de Reserva del Ejército Peruano en la Escuela Militar de Chorrillos recibiendo el grado de Mayor EP (RSVA) en el arma de artillería. Estudió aviación civil en EE. UU. y Perú y es Piloto Privado de aviación.[cita requerida]
Posteriormente asumiría la presidencia de AIESEC en Perú y donde uno de sus principales logros fue la reapertura de AIESEC en Arequipa en 1983 así como la organización de la Reunión Mundial de presidentes de AIESEC. En 1978, como asistente de Felipe Ortiz de Zevallos, fue miembro del equipo fundador de Apoyo S.A. Graduado como economista, partió a EE. UU. a seguir estudios de posgrado.
De regreso al Perú en 1985, fue director y vicepresidente Ejecutivo de Interbank y director ejecutivo del Comité de Deuda Externa del Perú. En 1989, fundó la Asociación de Consumidores y Usuarios (ACYU). Entre 1989 y 1992 fue oficial de Inversiones de la Corporación Financiera Internacional, en el Banco Mundial (Washington D. C.). De regreso al Perú en 1992, se dedicó a la banca de inversión, fundando NorAndina Ingeniería Financiera. Posteriormente, fundó, adquirió o dirigió diversas empresas como Alpamayo Entertainment (cine animado); Crisol (librerías); y Desarrollos Siglo XXI (desarrollos inmobiliarios). Fue director de Bembos; Tandem (Perú); SCS Sun Mycrosystems Peru; Agroindustrial Paramonga; Financiera Nacional; entre otras empresas agroindustriales, de tecnologías de información y financieras.
Garrido-Lecca se desempeña actualmente como rector en la Universidad Privada Peruano Alemana (UPAL). Ha sido profesor de la Facultad de Economía en la Universidad del Pacífico; en la Universidad de San Martín de Porres y en el Instituto de Gobierno de dicha casa de Estudios. Es profesor Honorario de la Universidad Nacional de Piura, la Universidad Garcilaso de la Vega y la Universidad Continental (Huancayo). Ha sido miembro del Comité Consultivo de The Economist Intelligence Unit y es miembro del Comité Editorial del Journal of Commercial Biotechnology. 
Actualmente es presidente y director de empresas en los rubros de biotecnología, acuicultura, energías renovables e inmobiliario. Está casado con Wally Palacios Kuhn y tiene tres hijos.

## Inventos
Interesado en la invención, en 1996 obtuvo el Primer Premio en el Concurso Nacional de Inventores por “Cubeta de hielo original 1 x 1” y, en 1997, la Medalla de Oro en el XXV Salón Internacional de Inventos de Ginebra por el mismo invento. Fundó y presidió la Sociedad Peruana de Inventores. Tiene seis patentes, una de ellas registrada y licenciada en los Estados Unidos

## Carrera política
Hernán Garrido-Lecca milita en el Partido Aprista Peruano desde su época escolar.
Colaboró con el plan de gobierno para la candidatura de Luis Castañeda Lossio en las elecciones generales del año 2000.
En las elecciones parlamentarias del año 2001, postuló al Congreso de la República por la lista de Lima Metropolitana de la alianza Unión por el Perú - Social Democracia. Sin embargo, no tuvo éxito tras obtener 34,139 votos.
Posteriormente, Garrido-Lecca se afilió al Partido Aprista Peruano y luego se desempeñó como jefe de campaña de la candidatura de Alan García para las elecciones presidenciales del 2006, donde finalmente García ganó los comicios. 

### Ministro de Vivienda
El 28 de julio del 2006, Alan García nombró a Garrido-Lecca como ministro de Vivienda, Construcción y Saneamiento en el primer gabinete ministerial encabezado por el aprista Jorge del Castillo.
Durante su gestión ministerial, fue responsable de la creación y lanzamiento de los programas sociales "Agua para Todos" y "Techo Propio".
Fue reemplazado en el cargo por Enrique Cornejo en 2007 ante el cambio del gabinete ministerial anunciado por García.

### Ministro de Salud
El 20 de diciembre del 2007, fue nombrado como ministro de Salud en reemplazo de Carlos Vallejos.
Durante su gestión, afrontó la huelga nacional indefinida de la Federación Médica Peruana debido a una resolución ministerial que disponía que el personal médico dedique a exclusividad sus seis horas de trabajo a la atención al público, con el objetivo de brindar una mayor cobertura de servicios de salud en el país. Finalmente la huelga concluyó debido a un acuerdo con los médicos en enero del 2008.
En octubre del 2008, Garrido Lecca renunció al cargo tras el escándalo de los Petroaudios, en donde fue mencionado en uno de los audios. Finalmente, todo el gabinete ministerial fue renovado y Garrido-Lecca fue reemplazado en el MINSA por Óscar Ugarte en el nuevo gabinete ministerial encabezado por Yehude Simon.

## Controversias
Hernán Garrido-Lecca fue investigado por una megacomisión del Congreso de la República tras el caso del programa "Agua para Todos" por ser uno de los presuntos responsables de irregularidades en la construcción de hospitales.
En junio del 2015, su nombre salió nuevamente en la polémica cuando autoridades policiales brasileras divulgaron una libreta incautada a un investigado por corrupción, donde se registraba supuestos pagos a Garrido-Lecca por proyectos ejecutados por la empresa constructora Camargo Correa por obras en el sector saneamiento ejecutadas en el Perú durante el tiempo que ocupara el cargo de Ministro de Vivienda.
En 2023, Garrido-Lecca volvió a los cuestionamientos tras haberse difundido una versión de que intercedió ante la Junta Nacional de Justicia para el nombramiento de Patricia Benavides como fiscal de la nación. También se especuló que coordinó con Benavides para la suspensión del fiscal Rafael Vela quien investigaba el Caso Odebrecht. Coincidió con un viaje de Garrido Lecca a la India, pero regresó para aclarar su situación.

## Obra artística
Garrido-Lecca ha publicado más de una docena de libros en los campos de economía, ciencia y tecnología, y defensa del consumidor. Sin embargo, su principal interés como autor es la literatura. Ha publicado una docena de libros de cuentos para niños y tres colecciones para adultos, obteniendo varias menciones y premios en certámenes literarios como el Premio José Martí (San José de Costa Rica, 1997); el Premio José María Arguedas (1989); el Premio Saúl Cantoral (1989); y El Cuento de la Mil Palabras (Revista Caretas, 1993). Sus libros más conocidos son Piratas en el Callao, La Mena y Anisilla, La vicuña de ocho patas y John-John, el dragón del lago Titicaca. Algunas de obras han sido traducidas a varios idiomas y adaptadas al teatro y el cine.
En el campo el campo de la producción artística, en el 2004 produjo la obra de ballet Los Magos del Silencio sobre la base de su cuento del mismo nombre y la película animada Piratas en el Callao en donde además fue coautor del guion sobre la base de su libro. En el 2007, su libro John-John, el dragón del lago Titicaca también se convirtió en película animada bajo el nombre de Dragones: destino de fuego. En el 2009, coprodujo "El Acuarelista" dirigida por Daniel Rodríguez Risco. Ha producido los documentales 1214 No tememos a los cobardes (2021), dirigido por Ernesto Carlín y Hernán Hurtado, y Justicia para Alan (2023), dirigido por Ernesto Carlín.

### Obras
- El Reino en una Botella Gorda (1989).
- Piratas en el Callao, Alfaguara (1996).
- La vicuña de ocho patas, Alfaguara (1997).
- La Mena y Anisilla, Alfaguara (1999).
- El secreto de las islas de Pachacamac, Santillana (2000).
- Benedicto Sabayachi y la Mujer Stradivarius, ENA (2000)
- Los magos del silencio, Alfaguara (2001).
- Una historia de mi entierro y otros cuentos, UIGLV (2002)
- John-John, el dragón del lago Titicaca, Norma (2003).
- El unicornio más veloz, Norma (2005).
- De cómo quedé estando aquí, El Virrey (2008)
- El Cazador de Arcos Iris, Pearson (2009).
- La ballenita que no quería comer, Alfaguara (2009).
- Manual de Vuelo, Alfaguara (2010)
- Catalina, la mantarraya que quería volar, Norma (2011).
- El elefante rosado, Alfaguara (2012).
- El extraño caso del Dr. Yonny Palomino Linares, SM (2012).
- Los bomberos, Altea (2013).
- Valicha y el halcón sin nombre, Graph Ediciones (2013).
- Don Ruperto Distinto, Graph Ediciones (2013).
- El secreto de Tony Huang y otros cuentos, Alfaguara (2014).
- Milagros, una osa extraorinaria, Alfaguara (2014):
- El elixir de la inteligencia en Cuentos Capitales, Alfaguara (2013).
- Hay que ir a triunfar al mundial en Cuentos desde la cancha, Planeta (2014).
- Cuentos Marginales, Planeta (2016).
- Microrrelatos del Sur y de otros tantos mundos,sm (2018).

## Reconocimientos
- Premio Mundial de Literatura José Martí (San José de Costa Rica, 1997)
- Premio José María Arguedas (1989)
- Premio Saúl Cantoral (1989)